# Panzhousaurus
Panzhousaurus is een geslacht van uitgestorven pachypleurosauriërs uit het Midden-Trias van China.

## Naamgeving
In juni en juli 2006 groef een Chinees-Amerikaans-Italiaanse expeditie in de groeve van Dapianpo bij het dorp Yangjuan het skelet van een zeereptiel op.
De typesoort Panzhousaurus rotundirostris werd in 2019 benoemd door Jiang Da-Yong, Lin Wen-Bin; Olivier Rieppel, Ryosuke Motani en Sun Zuo-Yu. De geslachtsnaam verwijst naar de stad Panzhou. De soortaanduiding betekent 'met een afgeronde snuit'.
Het holotype is GMPKU-P-1059, een vrij compleet skelet met schedel. Het ligt in anatomisch verband.

## Beschrijving
Het bewaard gebleven deel van het holotype is 344 millimeter lang en de totale lichaamslengte kan minder dan een halve meter zijn geweest. De staart ontbreekt van de vijftiende wervel af.
Er werden twee autapomorfieën, unieke afgeleide eigenschappen, vastgesteld ten opzichte van de Eosauropterygia. De wervelkolom heeft een telling van vierentwintig halswervels, twintig ruggenwervels en drie sacrale wervels. De gepaarde voorhoofdsbeenderen hebben geen voorste of achterste takken, vooraan de neusbeenderen ontmoetend ter hoogte van de voorrand van de oogkassen.
De snuit is erg kort. De oogkassen zijn zeer groot en vermoedelijk nogal langwerpig. De tanden zijn robuust maar lang, naar voren hellend en naar achteren gekromd. Er staan vermoedelijk zes tanden in de praemaxilla en minstens acht in het bovenkaaksbeen.

## Fylogenie
Panzhousaurus werd vrij basaal in de Eosauropterygia geplaatst, boven Dactylosaurus en onder Dianopachysaurus in de stamboom.